# Petrocodon multiflorus
Petrocodon multiflorus är en tvåhjärtbladig växtart som beskrevs av F. Wen och Y.S. Jian. Petrocodon multiflorus ingår i släktet Petrocodon och familjen Gesneriaceae. Inga underarter finns listade i Catalogue of Life.